# ジャスティス・リーグ
『ジャスティス・リーグ』（英: Justice League）は、DCコミックスの刊行するアメリカン・コミックスに登場する架空のスーパーヒーローチーム、及びコミックのタイトル。オリジナルのチーム名が「The Justice League of America」であるため「JLA」と略される。
中核となるメンバーはスーパーマン、バットマン、ワンダーウーマンで、DCコミックスの名門チームとして設定されている。アニメ化、実写化、格闘ゲーム化されている他、スーパーマンやバットマンを主人公とした作品にも登場している。以後、必要に応じリーグあるいはJLAと省略する。

## 概要
初出誌は1960年3月の『ブレイブ&ボールド』（"The Brave and the Bold"）#28-30。人気を博したため、10月から『ジャスティス・リーグ・オブ・アメリカ』("Justice League of America")が創刊され、連載が開始された。
この少し前から、DCコミックスではザ・フラッシュやグリーンランタン等、1940年代のゴールデン・エイジと呼ばれる時期のヒーローをリニューアルし「2代目」として登場させている。次にDCコミックスは、オールスターチーム「ジャスティス・ソサエティ・オブ・アメリカ（JSA）」を復活させようとしていた。
この流れで、ジャスティス・リーグは結成された。ジャスティス・リーグは人気ヒーローの競演が特徴であり、JSA同様オールスターチームでもある。名前は、結成当時に人気のあったメジャーリーグ(ナショナルリーグ、アメリカンリーグ)から「ジャスティス・リーグ」と付けられた。この後、JSAも復活している。
DCコミックス以外では、ダークホースコミックスの『JLA vs プレデター』という映画『プレデター』の地球外生命体プレデターと戦うクロスオーバー作品がある。

## 創立メンバー
創立メンバーは、以下の7人。

### オリジナル7
マーシャン・マンハンター
本名：ジョン・ジョーンズ。火星人で、怪力、飛行、透明化、すり抜け（壁などを貫通する）、テレパシー、変身など、多彩な能力を持つ。弱点は火。
2代目フラッシュ
本名：バリー・アレン。超高速で行動できる「スピードスター」と呼ばれるタイプのヒーロー。後に戦死。
2代目グリーンランタン
本名：ハル・ジョーダン。宇宙で最も強力な武器といわれるエネルギーを自在に操る「パワーリング」で戦うヒーロー。
アクアマン
本名：オリン、地上での名はアーサー・カリー。海底国家アトランティスの王。水陸両棲の海底人で、地上人よりもタフでパワーもある。
ワンダーウーマン
本名：ダイアナ。女性だけが住む島セミッシラに存在するアマゾン族の王女。銃弾や魔法を弾く腕輪、捕らえた者に真実を告白させる投げ縄、怪力・飛行などの能力を有する。
スーパーマン
本名：カル゠エル、地球での名はクラーク・ケント。普段の姿はデイリー・プラネット社に勤める新聞記者。クリプトン星の生まれで地球育ち。怪力、飛行能力、目から放つ熱線やX線が特徴で、DCコミックス最強のヒーロー。弱点はクリプトナイト。
バットマン
本名：ブルース・ウェイン。ゴッサム・シティの大富豪の隠された姿。「闇の騎士」「世界最高の探偵」などと呼ばれる。スーパーパワーは持っていないが、極限まで鍛え抜かれた体力・知力を武器とする。
彼らのうち、『ブレイブ&ボールド』で登場するのはワンダーウーマンまでの5名である。スーパーマンの登場は『ジャスティス・リーグ・オブ・アメリカ』からであり、バットマンの登場はさらに後だった。

### 結成の経緯
最初の5人が結集したのは、スターロ（Starro）およびアペラックス人（Appellaxian）と戦うためである。この戦いでジョンは引退生活を終わらせ、ヒーロー活動を再開させた。この後、プラズマ型の異星人が地球を襲撃した。トライアンフという名のヒーローの呼びかけで、先の5人とスーパーマンを召集し、異星人を撃退したものの、トライアンフ自身は消滅している。
スーパーマンとバットマンは名目上のメンバーだったが、すぐに正式に加盟した。当初は、基地はロードアイランド州にあり「秘密の聖域（Secret Sanctuary）」と名づけられていた。資金はオリバー・クイーン（初代グリーンアロー）が提供し、装置類はテッド・コード（後の2代目ブルービートル）が設計した。スナッパー・カーという青年が協力しており、彼はリーグの公式マスコットとなった。後に月面に基地が設営され、「ウォッチタワー（Watchtower）」と命名された。月面基地を失った後には、同じくウォッチタワーと命名された宇宙ステーションが基地となっている。同時にワシントンD.C.にもリーグのシンボルとなる「ホール・オブ・ジャスティス（Hall of Justice）」が設営され、両施設はバットケイブなど様々な施設とテレポート装置で接続されている。

## その他のメンバー
2008年の主なメンバー
| - ブラックキャナリー / ダイナ・ランス - 議長 - グリーンアロー / オリバー・クイーン - アトム / レイ・パーマー - ホークマン / カーター・ホル - ファントム・ストレンジャー | - エロンゲイテッドマン / ラルフ・ディブニー - レッドトルネード / ジョン・スミス - ホークガール / シャイアラ・ホル - ザターナ / ザターナ・ザターラ - ファイヤーストーム / ロニー・レイモンド&マーティン・シュタイン |

デトロイト・チーム
| - スティール / ハンク・ヘイウッド3世 - ビクセン / マリ・マッケイブ | - バイブ / パコ・ラモーン - ジプシー / シンディ・レイノルズ |

その他のメンバー
| - ムーン・メイデン / ローラ・クライン - ナイトウイング / ディック・グレイソン - フェイス - エトリガン / ジェイソン・ブラッド - グリーンランタン / ジョン・スチュワート | - フラッシュ / ウォーリー・ウェスト - ブラックライトニング - ジオフォース - レッドアロー |

## The New 52
DCユニバースの世界を一新するための一大イベント『フラッシュポイント』を経て2012年から2016年まで刊行されていたシリーズ。世界そのものがほぼ完全にリランチされたため、シリーズ開始時はメンバー達は初対面という事になっており、ヒーロー達が初めて出会う様子と反発しながらも次第にチームとなっていく。また、それまでの世界での創立メンバーであったマーシャン・マンハンターに代わり、サイボーグが創立メンバーとなっている。チーム名は「ジャスティス・リーグ（Justice League）」であり、政府管轄の「ジャスティス・リーグ・オブ・アメリカ（Justice League of America）」とは区別される。

### メンバー
- バットマン / ブルース・ウェイン
- スーパーマン / クラーク・ケント
- ワンダーウーマン / ダイアナ
- フラッシュ / バリー・アレン
- アクアマン / アーサー・カリー
- サイボーグ / ビクター・ストーン
- グリーンランタン / ハル・ジョーダン

## DC Rebirth
2015年のクロスオーバーイベント『コンバージェンス』を経て設定が『フラッシュポイント』以前と交差し2016年に始まった新シリーズ。

### メンバー
- バットマン / ブルース・ウェイン
- スーパーマン / クラーク・ケント
- ワンダーウーマン / ダイアナ
- フラッシュ / バリー・アレン
- アクアマン / アーサー・カリー
- サイボーグ / ビクター・ストーン
- グリーンランタン / サイモン・バズ
- グリーンランタン / ジェシカ・クルス

## 書誌情報

### コミック
- キングダム・カム 愛蔵版 (2010年 ISBN 978-4796870788)

小学館集英社プロダクション刊。
- DCスーパーヒーローズ (2011年 ISBN 978-4796871020)

小学館集英社プロダクション刊。
- DCユニバース：レガシーズ Vol.1 (2012年 ISBN 978-4863323681)
- DCユニバース：レガシーズ Vol.2 (2012年 ISBN 978-4863323698)

ヴィレッジブックス刊。
- ジャスティス・リーグ：誕生(THE NEW 52!) (2012年 ISBN 978-4796871402)

小学館集英社プロダクション刊。
- ジャスティス・リーグ：魔性の旅路(THE NEW 52!) (2013年 ISBN 978-4796871549)

小学館集英社プロダクション刊。
- NEW52：ジャスティス・リーグ (2013年 ISBN 978-4864910415)

ヴィレッジブックス刊。
- JLA：逆転世界 (2013年 ISBN 978-4796871488)

小学館集英社プロダクション刊。
- JLA：バベルの塔 (2013年 ISBN 978-4796871471)

小学館集英社プロダクション刊。
- ジャスティス・リーグ：アトランティスの進撃(THE NEW 52!) (2014年 ISBN 978-4796875028)

小学館集英社プロダクション刊。
- ジャスティス・リーグ：トリニティ・ウォー(THE NEW 52!) (2015年 ISBN 978-4796875479)

小学館集英社プロダクション刊。
- フォーエバー・イービル(THE NEW 52!) (2015年 ISBN 978-4796875493)

小学館集英社プロダクション刊。
- DC:ニューフロンティア 上 (2015年 ISBN 978-4864911948)
- DC:ニューフロンティア 下 (2015年 ISBN 978-4864911986)

ヴィレッジブックス刊。
- クライシス・オン・インフィニット・アース (2015年 ISBN 978-4864912204)

ヴィレッジブックス刊。
- DCキャラクターズ：オリジン (2015年 ISBN 978-4796875776)

小学館集英社プロダクション刊。
- ジャスティス Vol.1 (2016年 ISBN 978-4864913164)
- ジャスティス Vol.2 (2016年 ISBN 978-4864913201)

ヴィレッジブックス刊。
- ジャスティス・リーグ：インジャスティス・リーグ(THE NEW 52!) (2016年 ISBN 978-4796876155)

小学館集英社プロダクション刊。
- ジャスティス・リーグ：ダークサイド・ウォー 1 (2016年 ISBN 978-4796876254)
- ジャスティス・リーグ：ダークサイド・ウォー 2 (2017年 ISBN 978-4796876575)

小学館集英社プロダクション刊。
- アイデンティティ・クライシス (2017年 ISBN 978-4864913263)

ヴィレッジブックス刊。
- DCユニバース：リバース (2017年 ISBN 978-4796876773)

小学館集英社プロダクション刊。
- ジャスティス・リーグ：エクスティンクション・マシン (2017年 ISBN 978-4796876841)

小学館集英社プロダクション刊。
- ジャスティス・リーグ：アウトブレイク (2017年 ISBN 978-4796876988)

小学館集英社プロダクション刊。
- ジャスティス・リーグ アンソロジー (2017年 ISBN 978-4756249838)

パイインターナショナル刊。
- インフィニット・クライシス (2017年 ISBN 978-4864913607)

ヴィレッジブックス刊。
- ジャスティス・リーグ VS. スーサイド・スクワッド (2018年 ISBN 978-4796877244)

小学館集英社プロダクション刊。
- ファイナル・クライシス Vol.1 (2018年 ISBN 978-4-86491-392-8)

ヴィレッジブックス刊。
- ファイナル・クライシス Vol.2 (2018年 ISBN 978-4-86491-393-5)

ヴィレッジブックス刊。
- ジャスティス・リーグ：ノー・ジャスティス (2019年 ISBN 978-4796877725)

小学館集英社プロダクション刊。

### その他
- THE DC ENCYCLOPEDIA DCキャラクター大事典 (2011年 ISBN 978-4796870795)

小学館集英社プロダクション刊。
- ICONS：DCコミックス＆ワイルドストーム アート・オブ・ジム・リー (2014年 ISBN 978-4864911825)

ヴィレッジブックス刊
- Pen+ DC最強読本。 (2017年 ISBN 978-4484147314)

CCCメディアハウス刊。

## ゲーム

### ジャスティス・リーグ Task Force
アクレイム・エンタテインメント開発の格闘ゲーム。メガドライブとスーパーファミコン向けに北米、ヨーロッパ、日本で出されている。日本では1995年にメガドライブ版が9月1日に、スーパーファミコン版が10月27日にアクレイムジャパンから発売された。
両ソフトともにヒーロー側がスーパーマン、バットマン、ワンダーウーマン、アクアマン、グリーンアロー、フラッシュの六人、ヴィラン(悪役)側がチーター、デスペロ、ダークサイドの三人の計九人と登場キャラクターは共通しているが、キャラクターのグラフィックや性能は異なっていて、内容的には別のゲームである。モードはヒーローモードと対戦モードがあり、オプションで難易度やスピードを変更できる。ゲームが進むにつれて、敵と対峙して会話をするアニメーションが入るストーリー調になっている。

### モータルコンバット vs. DCユニバース
2008年に発売された対戦型格闘ゲーム。プラットフォームはPS3・Xbox 360。
モータルコンバットシリーズとDCユニバースのクロスオーバー作品。

### DCユニバース・オンライン
2011年に運営が開始された多人数参加型コンバットアクションオンラインゲーム(MMO)。
1. 【DC Universe™ Online - Cinematic Trailer】 - YouTube
2. 【DC Universe™ Online - Fractured Future】 - YouTube

### インジャスティス：神々の激突
2013年に発売された対戦型格闘ゲーム。プラットフォームはPS3・PS4・Wii U・iOS・Android・Microsoft Windows。
ストーリーモードはジョーカーの策略によりロイス・レインが殺害され、爆発でメトロポリスが焦土と化した事件をきっかけに、スーパーマンが恐怖政治で人類を統治する世界が描かれている。
1. 【Injustice Gods Among Us - The Line】 - YouTube
2. 【Injustice Gods Among Us - Launch Trailer】 - YouTube

### インジャスティス2
2017年に発売された対戦型格闘ゲーム。プラットフォームはPS4・Xbox One・iOS・Android・Microsoft Windows。
ストーリーモードは前作から数年後、スーパーマンが特殊独房に投獄される中、ブレイニアックの侵略をきっかけに再びジャスティス・リーグが集結する様子が描かれている。
1. 【Injustice 2 - The Lines Are Redrawn】 - YouTube
2. 【Injustice 2 - Launch Trailer】 - YouTube

## ドラマ

### Justice League of America
1997年に放映された実写テレフィーチャー『Justice League of America』。リーダーはジョン･ジョーンズであり、スーパーマンやバットマン、ワンダーウーマンは登場しない。ストーリーは、トーリがアイスへと成長する過程が中心となっている。
| 役名              | キャスト                           | 備考 |
| ----------------- | ---------------------------------- | --- |
| ジョン･ジョーンズ | デヴィッド・オグデン・スティアーズ | マーシャン・マンハンター。チームのリーダー。 |
| グリーンランタン  | マシュー・セトル                   | 本名はガイ・ガードナー。 |
| フラッシュ        | ケニー・ジョンストン               | 本名はバリー・アレン。 失業でアパートを追い出され、グリーンランタンとファイアーの住むアパートに転がり込む。                                       |
| アトム            | ジョン・カッサー                   | 本名はレイ・パーマー。私生活では科学の教師。 |
| ファイアー        | ミシェル・ハード                   | 本名はB.B.ダコスタ。私生活では女優の卵。 友人である俳優のマーチン・ウォルターズ(デヴィッド・クラムホルツ)に求愛されている。                       |
| アイス            | キム・オージャ                     | 本名はトーリ・オラフスドッター。気象庁研究所職員。 ある物質を浴びたことで触ったものを凍らせる能力を身に着けることとなり、事件に巻き込まれていく。 |

### ヤング・スーパーマン
スーパーマンとなる前のクラーク・ケントを主人公としたテレビドラマ『ヤング・スーパーマン』(原題：Smallville、2001年-2011年)にも登場。2007年のシーズン6第11話「正義の同盟」(原題：JUSTICE)で結成されたが、チーム名は命名されていない。しかし、「正義」の文字を入れる、とリーダーのグリーンアローから宣言されている。
最初のメンバー
| 役名               | コードネーム   | キャスト                 |
| ------------------ | -------------- | ------------------------ |
| オリバー・クイーン | グリーンアロー | ジャスティン・ハートリー |
| バート・アレン     | インパルス     | カイル・ガルナー         |
| ビクター・ストーン | サイボーグ     | リー・トンプソン・ヤング |
| アーサー・カリー   | アクアマン     | アラン・リッチソン       |
| クラーク・ケント   | ボーイスカウト | トム・ウェリング         |
| クロエ・サリバン   | ウォッチタワー | アリソン・マック         |

コードネームは今回からの使用。クラークのコードネームは、オリバーが急造したものである。彼らの他、レギュラーはオリバーのみ。その後、ブラックキャナリーなどゲストヒーローの増加に伴い、チームメンバーも増えていった。バットマン、ワンダーウーマンの2名は参加していない(両者とも未登場)。後にJSAも登場した。

## アニメ

### ジャスティス・リーグ・オブ・アメリカ
1967年、CBSでアクアマンの中で放送。日本でも放送されたことがある。日本語版題名は「宇宙連合」。フラッシュ、スーパーマン、アトム、グリーン・ランタン、ホークマンのメンバーでヴィランたちと戦うという内容であった。闘いの後、スーパーマンが「行くぞ、宇宙連合！（オリジナル版で言うと「行くぞ、ジャスティスリーグ！」である。）」と言っていた。

### スーパーフレンズ
ハンナ・バーベラ・プロダクションがアニメ化し、1973年から1986年まで放映されたシリーズ。レギュラーメンバーはスーパーマン、ワンダーウーマン、バットマン、ロビン、アクアマンの5人。

### ジャスティス・リーグ
レギュラーメンバーはスーパーマン、バットマン、ワンダーウーマン、フラッシュ(ウォーリー・ウェスト)、グリーンランタン(ジョン・スチュワート)、ジョン・ジョーンズ(マーシャン・マンハンター)、ホークガール(シャイアラ・ホル)の7人。

### ジャスティス・リーグ・アンリミテッド
アニメ『ジャスティス・リーグ』の直接の続編。グリーンアロー、ブラックキャナリーなどに加えて、『ウォッチメン』のモチーフとなったキャプテン・アトム(Captain Atom)、クエスチョン、ピースメーカー(Peacemaker)、サンダーボルト(Thunderbolt)も登場する。

### バットマン:ブレイブ&ボールド
テレビアニメ『バットマン:ブレイブ&ボールド』(2008年-2011年)にも登場するが、かなり影が薄い。
第34話「サイドキックたちの成長」のオープニング前のパート(イントロダクション)で過去の姿が登場。幼いロビン(ディック・グレイソン)、アクアラッド、スピーディらの背後でリーグの面々が会議をしている様が描かれた(場所は人工衛星ウォッチタワーの中)。また、第48話「愛国者プラスチックマン？」においては、プラスチックマンが「リーグに居場所がない」とボヤいている。
最終的にはバットマンを中心に再編された。彼の選んだメンバーはアクアマン、グリーンランタン(ガイ・ガードナー)、ブルービートル(ハイメ・レイエス)、ブースターゴールド、アイス、ファイアー。サポート役としてマーシャン・マンハンターも登場。なお、本作ではスーパーマン、ワンダーウーマンは数回のゲスト出演のみ。

### ヤング・ジャスティス
テレビアニメ『ヤング・ジャスティス』(2011年-2012年)では第1話「インディペンデンス・デイ」から登場。
カッコ内のナンバーは、転送装置の認証に使用される(例：「バットマン、ゼロ・ツー」、「ブラックキャナリー、ワン・スリー」、「レッドアロー、ツー・ワン」、「スピーディ、B・ゼロ・シックス」)。Bナンバーは、ヤング・ジャスティスのメンバーに振られている。他にAナンバーも存在(A-03はザターナ
)。
| 認証コード | 名前                     | 備考                                                                        |
| ---------- | ------------------------ | --------------------------------------------------------------------------- |
| 01         | スーパーマン             | チームの共同創設メンバーの一人。スーパーボーイは彼のクローン。              |
| 02         | バットマン               | メンバー選出のチームのリーダー。ヤングチームに作戦を与える。 ロビンの師匠。 |
| 03         | ワンダーウーマン         |                                                                             |
| 04         | フラッシュ               | 2代目(バリー・アレン)。キッド・フラッシュの師匠。                           |
| 05         | グリーンランタン         | 2代目(ハル・ジョーダン)                                                     |
| 06         | アクアマン               | アクアラッドの師匠。                                                        |
| 07         | マーシャン・マンハンター | ミス・マーシャンの叔父。                                                    |
| 08         | グリーンアロー           | レッドアロー(スピーディー)、アルテミスの師匠。                              |
| 09         | ホークマン               |                                                                             |
| 10         | ホークガール             |                                                                             |
| 11         | ザターラ                 | ザターナの父。監督代行(二人目)。                                            |
| 12         | キャプテン・アトム       |                                                                             |
| 13         | ブラックキャナリー       | ヤング・チームの教官兼カウンセラー。                                        |
| 14         | グリーンランタン         | 3代目(ジョン・スチュワート)                                                 |
| 16         | レッド・トルネード       | ヤング・チームの監督。                                                      |
| 15         | キャプテン・マーベル     | 監督代行（一人目）。                                                        |

以上は、女性アナウンサー(キャット・グラント)のセリフによるとナンバー順に整列している模様だが、マーベルとトルネードのナンバーは逆である。ザターラに打ち消し線を引いているのは、第19話「仕組まれたカオス」で離脱したため(従って、この時は整列していない)。彼らに、以下の5人が加わっている(同話において。メンバーカードの受け取り順に記載)。
| 認証コード | 名前                 | 備考                                             |
| ---------- | -------------------- | ------------------------------------------------ |
| 17         | ドクター・フェイト   | 2代目。                                          |
| 18         | アトム               |                                                  |
| 19         | プラスチックマン     |                                                  |
| 20         | アイコン             | サイドキックのロケットはヤングチーム入り。       |
| 21         | レッドアロー         | 元はグリーンアローのサイドキック(スピーディー)。 |
| 23         | ブラックライトニング |                                                  |
| 24         | グリーンランタン     | 4代目(ガイ・ガードナー)                          |
| 25         | ザターナ             | ザターラの娘                                     |
| 26         | ロケット             | アイコンの弟子。                                 |

以上はリーグの会議で参加が認められた。プラスチックマン、アイコン(とサイドキックのロケット)、レッドアローに関しては、第14話「現れた真の敵」においてリーグと共闘している。また、この時はガイ・ガードナー(4代目グリーンランタン)も登場した。

### ジャスティス・リーグ・アクション
2016年から公式サイトとカートゥーンネットワークで放映中のアニメ。スーパーマン、バットマン、ワンダーウーマンがジャスティス・リーグの仲間達と共に地球の脅威と戦う。

### DCスーパーヒーローズ vs 鷹の爪団
2017年10月21日に公開されたFROGMAN監督によるアニメ映画。

## OVA

### ジャスティス・リーグ:ニューフロンティア
2008年の長編アニメ。ジャスティス・リーグ:ニューフロンティア。

### ジャスティス・リーグ Crisis On Two Earths
2010年の長編アニメ。ジャスティス・リーグ Crisis On Two Earths。

### ジャスティス・リーグ:ドゥーム
2012年の長編アニメ。ジャスティス・リーグ:ドゥーム。

### ジャスティス・リーグ:フラッシュポイント・パラドックス
2013年の長編アニメ。ジャスティス・リーグ:フラッシュポイント・パラドックス。

### ジャスティス・リーグ:ウォー
2014年の長編アニメ。ジャスティス・リーグ:ウォー。

### ジャスティス・リーグ:ゴッド&モンスター
2015年の長編アニメ。ジャスティス・リーグ:ゴッド&モンスター。

### ジャスティス・リーグ:アトランティスの進撃
2015年の長編アニメ。ジャスティス・リーグ:アトランティスの進撃。

### ジャスティス・リーグ VS. ティーン・タイタンズ
2016年の長編アニメ。ジャスティス・リーグ VS. ティーン・タイタンズ。

### ジャスティス・リーグ:ダーク
2017年の長編アニメ。ジャスティス・リーグ:ダーク。

### ジャスティス・リーグ VS. フェイタル・ファイブ
2019年の長編アニメ。ジャスティス・リーグ VS. フェイタル・ファイブ。

### ジャスティス・リーグｘRWBY スーパーヒーロー&ハンターズ
RWBYとのコラボアニメ。Part1が2023年に発売された。